# Žert (román)
Žert je první román Milana Kundery napsaný roku 1965 a poprvé vydaný roku 1967 nakladatelstvím Československý spisovatel.

## Popis děje
Hlavní postavou je Ludvík Jahn, v raných padesátých letech jako student horlivý komunista, který byl kvůli žertovné pohlednici (s obsahem „Ať žije Trockij“), poslané spolužačce Markétě na socialistické školení, vyhozen z vysoké školy i ze strany. Ludvík se chce po deseti letech pomstít bývalému spolužákovi Zemánkovi, jelikož právě kvůli Zemánkovi Ludvíka vyhodili ze školy i ze strany. Ludvík se Zemánkovi mstí tak, že svede jeho ženu Helenu. Zjistí však, že Zemánkovi spolu již stejně nežijí a Zemánek má nyní mladou a krásnou přítelkyni, takže Ludvíkova msta byla ubohá. Ludvík pak ve zlosti Heleně přizná pravdu, nemiluje ji, pouze ji využil. Helena se kvůli tomu chce zabít, jenže místo omamných pilulek omylem spolyká celou tubu projímacích prášků.

## Rozbor románu
Většina textu knihy je retrospektivní vyprávění. Příběh začíná tím, že se Ludvík vrací do rodného moravského města provést svoji pomstu, jejíž důvod a Ludvíkův předchozí život je čtenáři osvětlován v následujících kapitolách. Román sice komentuje politickou atmosféru doby padesátých a šedesátých let, ale autorova pozornost je obrácena spíše na Ludvíkovy vztahy a lásky. Obsahuje také části věnované moravské lidové písni.

## Filmové zpracování
Režisér Jaromil Jireš natočil v roce 1968 stejnojmenný film, který je dodnes oceňován filmovou kritikou i diváctvem, a který se líbil i Kunderovi.